# Боб Стіл
Боб Стіл (англ. Bob Steele; нар. Роберт Едріан Бредбері; 23 січня 1907 — 21 грудня 1988) — американський актор, відомий також, як Боб Бредбері-молодший.

## Раннє життя
Боб Стіл народився в Портленді, штат Орегон. Його батьками були режисер Роберт Норт Бредбері та Ніета Квін. У Стіла був брат-близнюк Білл (1907—1971), який також був актором.
Родина оселилася в Голлівуді наприкінці 1910-х років, де його батько незабаром знайшов роботу у кіно, спочатку в якості актора, а згодом — режисера.
На початку 1920-х років Боб та Білл взяли участь у серії пригодницьких фільмів Роберт Бредбері під назвою «Пригоди Білла та Боба». Боб Стіл відвідував середню школу Глендейл, але так її не закінчив.

## Кар'єра
Зліт кар'єри Боба Стіла почався у 1927 році, коли він знявся у серії вестернів від компанії Film Booking Offices of America (FBO). Він взяв собі псевдоним «Боб Стіл» під час роботи у FBO, а наприкінці 1920-х, 1930-х і 1940-х знявся у вестернах категорії B майже у студії B-фільмів, включаючи Monogram, Supreme, Tiffany, Syndicate та Republic. Він також отримував випадкові ролі в фільмаї категорії А, як, наприклад, в адаптації роману Джона Стейнбека «Про мишей і людей» у 1939 році.
У ковбойських фільмах, які демонстрували по американському телебаченню у 1940-х роках, він грав лихого, але невисокого ковбоя, обличчя якого рясніло яскравим гримом (макіяжу для очей та помади).
У 1940-х кар'єра Боба Стіла як героя-ковбоя поступово наближалась до завершення. Між тим, Стіл продовжував отримувати другорядні ролі у таких відомих фільмах як «Великий сон», «Острів у небі», «Ріо Браво», «Ріо Лобо», «Команчерос» та «Найдовший день». Крім того, він періодично з'являвся у науково-фантастичних стрічках, таких як «Атомний підводний човен» та «Гігант з невідомого».
У середині 1960-х Стіла взяли на роль Трупера Даффі у серіалі від ABC «F Troop». Ця роль дозволила йому проявити свій комічний талант. Солдат Даффі з серіалу стверджував, що бився "пліч-о-пліч з Деві Крокеттом у Битві при Аламо та був єдиним вижилим у битві 40 років тому. У реальному житті, за 40 років до «F Troop», Стіл зіграв другорядну роль у фільмі свого батька «З Деві Крокеттом під час падіння Аламо» 1926 року.

## Особисте життя
Боб Стіл помер 21 грудня 1988 року від хронічного обструктивного захворювання легенів після тривалої хвороби. Боб Стіл похований у меморіальному комплексі Форест-Лон на Голлівудських пагорбах.